# Tóbiás Klára

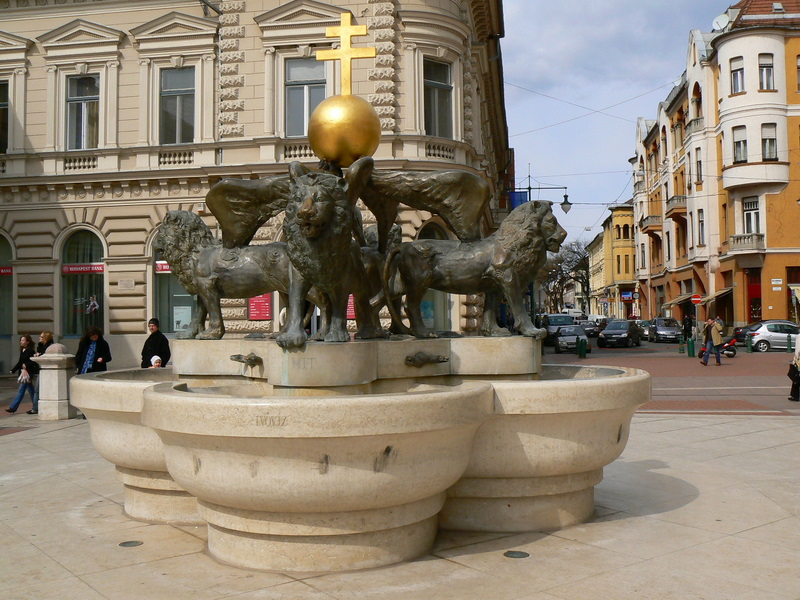
Millenniumi díszkút Szeged

Tóbiás Klára (Szeged, 1945. szeptember 10. –) szobrász, tűzzománcművész. Művészcsalád gyermekeként mestereinek szobrász édesapját Tóbiás Imrét és nagybátyját, Tóbiás György festőművészt tartja. Tagja a Magyar Alkotóművészek Országos Egyesületének.

## Munkássága

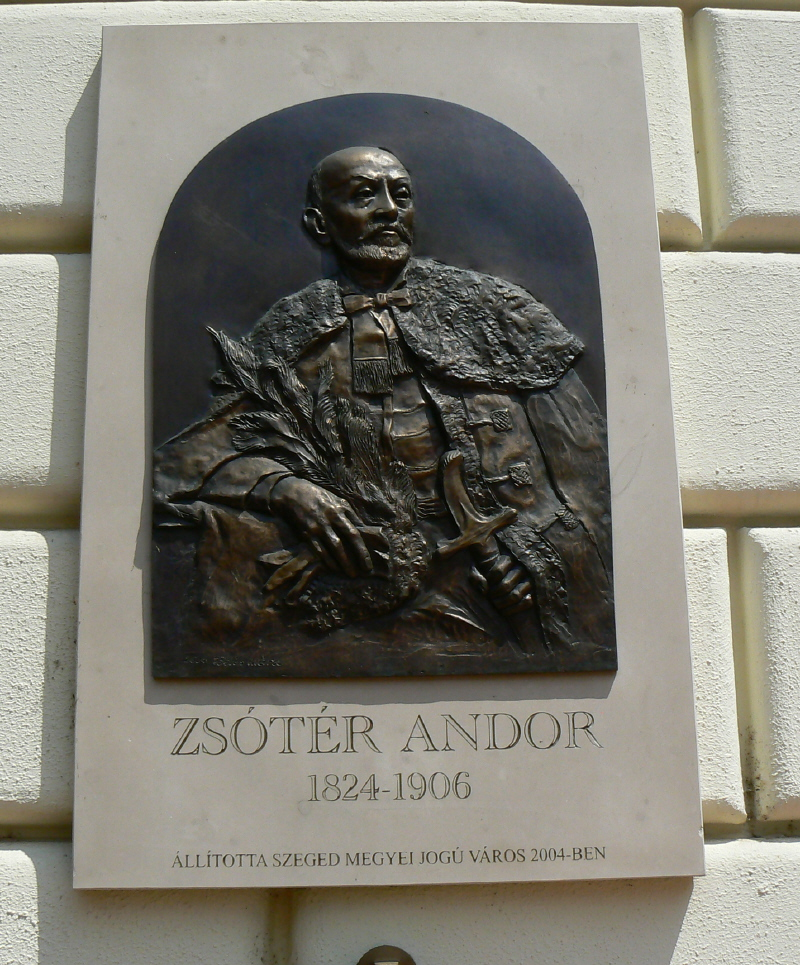
Zsótér Andor emléktábla Szeged

Alapos felkészültség és egyéni hangvétel jellemzi munkáit. Tűzzománc képeinél a monda és mesevilág részleteinek megfogalmazása, míg szobrain a szimbólumok ereje sugárzik. Az 1980-as évek végén Bartók Béla Cantata profana, A kékszakállú herceg vára, A fából faragott királyfi, A csodálatos mandarin, A medvetánc és más műveire készített tűzzománcsorozatot. Szívesen kölcsönöz és alkalmaz munkáihoz motívumokat és elemeket az ősmagyar mondakincsből, valamint a szkíta, avar és hun művészet emlékeiből. A Kalevala szintén megihlette. 1995 és 1996-ban Finnország nagyobb városaiban vándorkiállításon mutatta be vibráló, eleven tűzzománc képeit. 2000-ben a szegedi Kárász utca - Klauzál tér rekonstrukciójának részeként a Magyar Millennium Kormánybiztos Hivatalának támogatásával valósult meg Millenniumi díszkútja, az oroszlános ivókút. Mórahalmon 2000-ben állították föl a Árpád-házi Szentek kútja címet viselő alkotását. 2006-ban készült el a Magyar pieta 1956 című bronzszobra. Wass Albert mellszobrát 2008. októberében Szegeden a Kálvin téri református templom előtt leplezték le.

## Kiállítások

### Egyéni kiállítások (válogatás)
- 1981 Szeged
- 1984, 1985 Rudnay Terem, Eger; Kultúrház, Baja; Petőfi Múzeum, Aszód
- 1988 Mednyánszky Terem, Budapest
- 1993 Várkert Galéria, Győr
- 1994 Színház Galéria, Székesfehérvár
- 1995 Magyar Kulturális Központ, Helsinki
- 1996 Tallinn; Tartu; Nemzeti Emlékhely Pavilonja, Ópusztaszer
- 1997 MVSZ Székház, Budapest
- 1998 Kossuth Klub, Budapest; József Attila Tudományegyetem, Aula, Szeged.

### Csoportos kiállítások (válogatás)
- 1975 Nemzetközi Zománcművészeti Alkotótelep, Kecskemét[7]
- 1984 Zománcművészeti kiállítás, Vigadó Galéria, Budapest
- 1988 Zománcművészeti Biennálé, Laval
- 1998 Kortárs magyar zománcművészet, Kecskeméti Képtár
- 2001 Kortárs magyar zománcművészet 1960-1995-ig, Millennium Szalon, Budapest

## Képtár
|  |  |  |  |  |

## Alkotásai

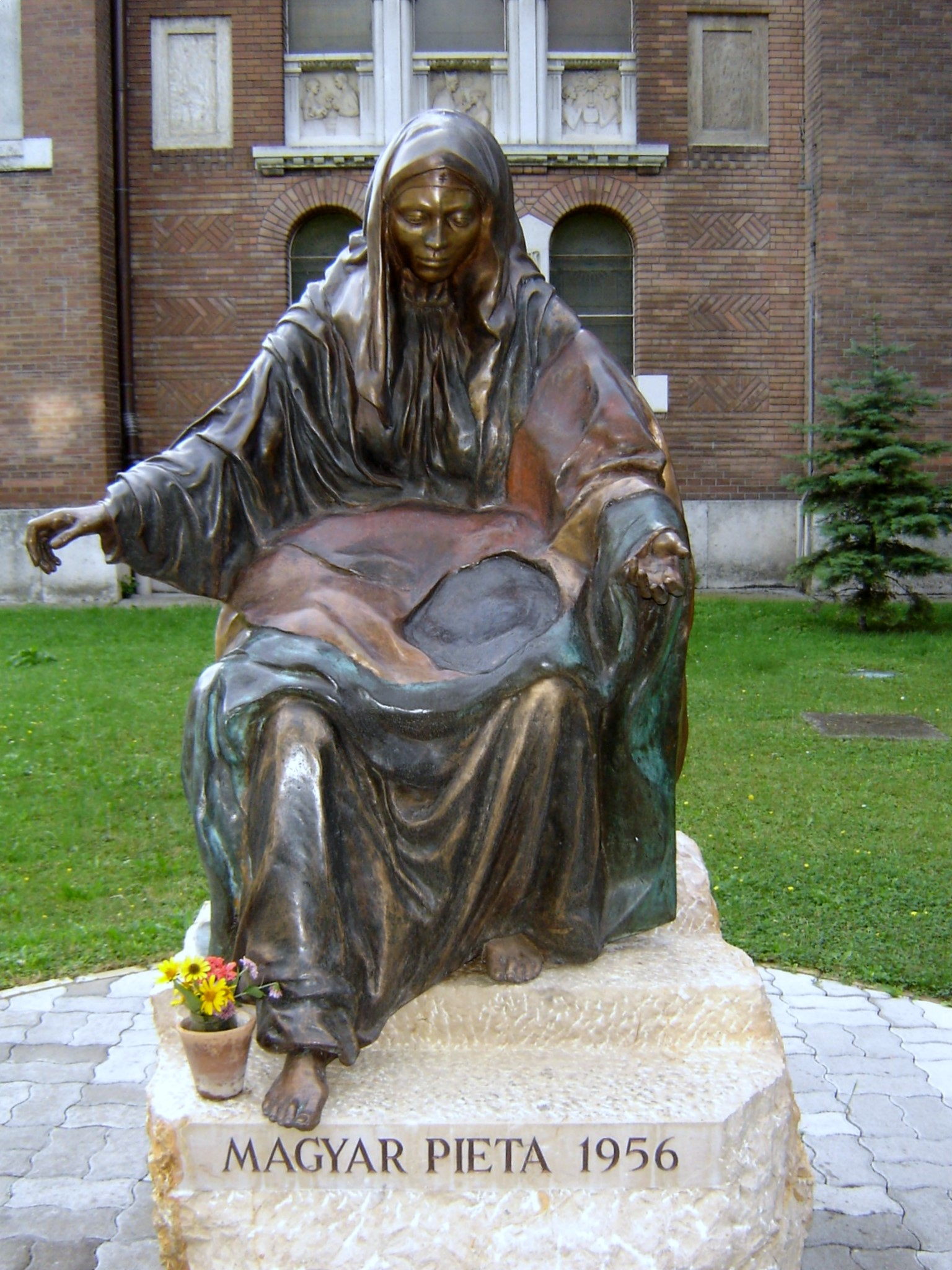
Dóm tér Magyar Pieta 1956

### Köztéri művei (válogatás)
- 1989 A megfeszített ember keresztje, bronz második világháborús emlékmű Röszke, templomkert
- 2000 Árpád-házi szentek kútja, bronz és mészkő díszkút, Mórahalom, millenniumi park
- 2000 Millenniumi díszkút, bronz és mészkő díszkút, Szeged, Klauzál tér
- 2001 Szent László, bronz és mészkő díszkút, Földeák, Szent László tér
- 2004 Zsótér Andor, bronz domborműves emléktábla, Szeged, Klauzál tér
- 2006 Magyar Pieta 1956, bronz emlékmű, Pápa Köztársaság liget
- 2006 Magyar Pieta 1956, bronz emlékmű, Szeged, Dóm tér
- 2007 Szent Erzsébet, bronz szobor, Kistelek
- 2008 Wass Albert, bronz és mészkő mellszobor, Szeged, Tisza Lajos körút 24., a református templom előtt
- 2010 Szent István, Bronz lovasszobor, Kistelek
- 2012 Magyar Mártíromság Emlékmű, Ásotthalom[8]

### Művei közgyűjteményekben (válogatás)
Nemzetközi Zománcművészeti Gyűjtemény, Kecskemét; Petőfi Múzeum, Aszód.